# أرتيم رادتشينكو
أرتيم رادتشينكو (بالأوكرانية: Артем Олегович Радченко)‏ هو لاعب كرة قدم أوكراني في مركز الهجوم، ولد في 2 يناير 1995 في خاركيف في أوكرانيا. شارك مع منتخب أوكرانيا تحت 19 سنة لكرة القدم. أما مع النوادي، فقد لعب مع نادي ميتاليست خاركيف وهايدوك سبليت.

## وصلات خارجية
- أرتيم رادتشينكو على موقع الاتحاد الأوربي (الإنجليزية)
- أرتيم رادتشينكو على موقع اتحاد أوكرانيا (الإنجليزية)
- أرتيم رادتشينكو على موقع قاعدة بيانات كرة القدم.إي يو (الإنجليزية)
- أرتيم رادتشينكو على موقع Soccerway.com (الإنجليزية)
- أرتيم رادتشينكو على موقع عالم كرة القدم.نت (الإنجليزية)
- أرتيم رادتشينكو على موقع AS.com (الإسبانية)